# ハザ湖
ハザ湖（ポルトガル語: Lagoa Rasa）は、ポルトガル領アゾレス諸島を構成する島のひとつ、フローレス島南部の山中にある湖である。

## 基本データ

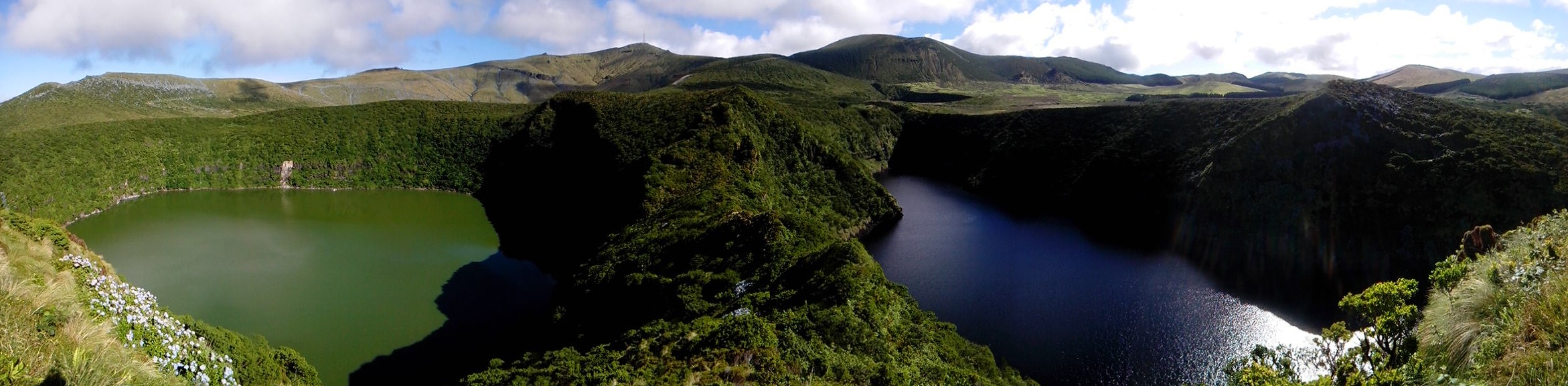
左がフンダ湖。右がハザ湖。

ハザ湖はフローレス島南部の標高527メートルのところにある。スコリア丘の内側に水が溜まったもので、湖面の面積は0.1平方キロメートル、最大水深17メートルであり、湖水の水質は良好とされている。

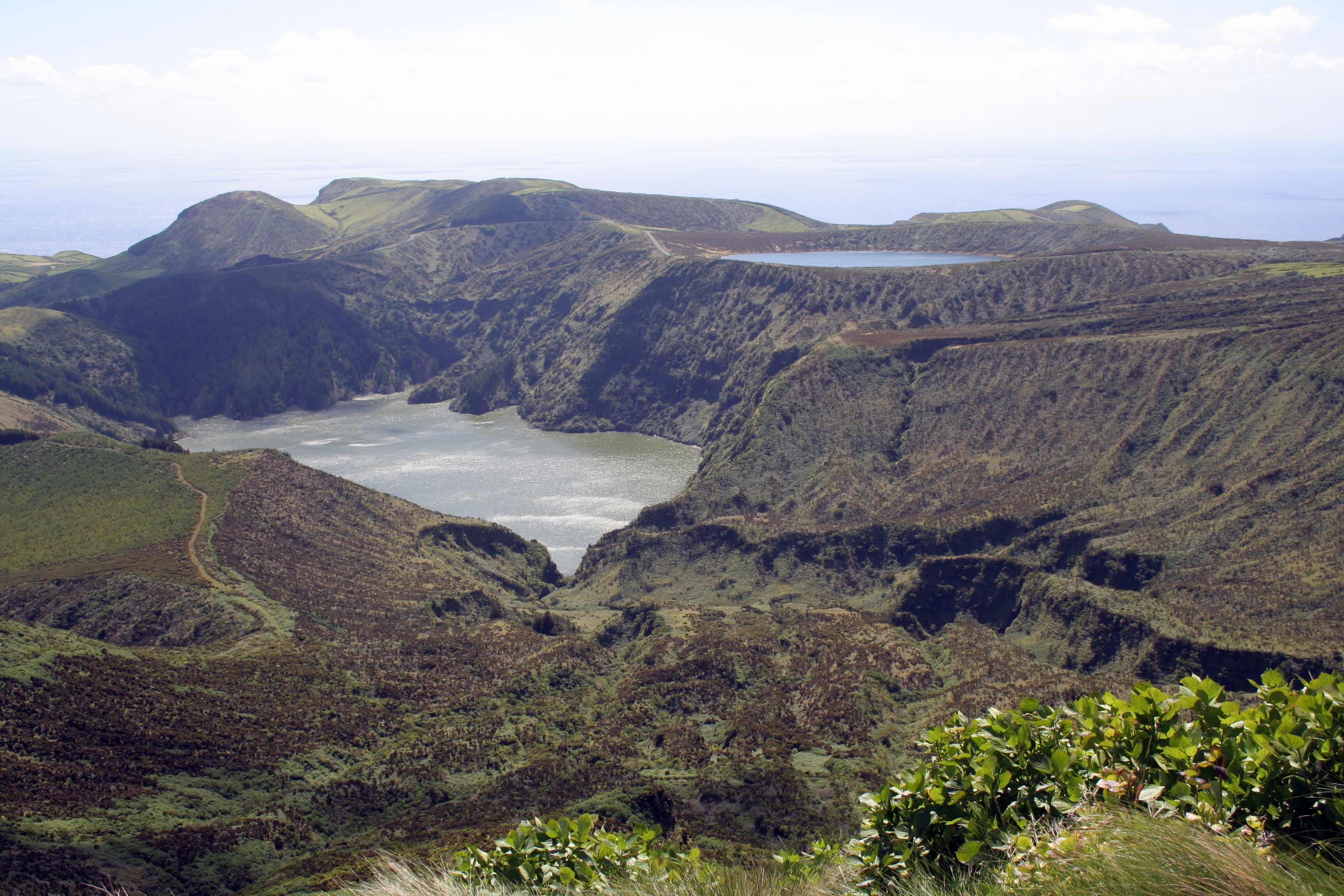
ハザ湖とフンダ湖。上に小さく見えるのがハザ湖、下に見えるのがフンダ湖。標高差は約170メートル。

2008年にフローレス島中央高原の淡水湖の1つとしてラムサール条約登録地となった。